# 大野町 (愛西市)
大野町（おおのちょう）は、愛知県愛西市の地名。

## 地理
旧佐屋町域東端部に位置する。東から南は蟹江町、北は津島市に接する。

## 歴史

### 人口の変遷
国勢調査による人口および世帯数の推移。
| 1995年（平成7年）  | 595世帯 1863人 |  |
| 2000年（平成12年） | 634世帯 1823人 |  |
| 2005年（平成17年） | 635世帯 1769人 |  |
| 2010年（平成22年） | 637世帯 1763人 |  |
| 2015年（平成27年） | 618世帯 1678人 |  |
| 2020年（令和2年）  | 687世帯 1736人 |  |

## 交通

### 鉄道
- 近鉄名古屋線
- 関西本線永和駅

### バス
- 愛西市巡回バス（2020年4月1日現在）[WEB 11]

|    | 停留所名     | ルート |
| -- | ------------ | ------ |
| 45 | 大野地蔵     | 佐屋東 |
| 46 | くわはら内科 | 佐屋東 |
| 47 | 永和駅       | 佐屋東 |

### 道路
- 愛知県道462号大藤永和停車場線
- 愛知県道29号弥富名古屋線

## 施設
- 広覚寺
- 永和保育園
- 大野城址

### WEB
1. ↑  “愛知県愛西市の町丁・字一覧”.   人口統計ラボ. 2021年8月9日閲覧。
2. 1 2  総務省統計局 (2022年2月10日). “令和2年国勢調査の調査結果(e-Stat) - 男女別人口，外国人人口及び世帯数－町丁・字等” (CSV). 2023年8月2日閲覧。
3. ↑  “愛知県愛西市の郵便番号一覧”.   日本郵便. 2022年1月3日閲覧。
4. ↑  “市外局番の一覧” (PDF).   総務省 (2022年3月1日). 2022年3月22日閲覧。
5. ↑  “ナンバープレートについて”.   一般社団法人愛知県自動車会議所. 2024年1月21日閲覧。
6. ↑  総務省統計局 (2014年3月28日). “平成7年国勢調査の調査結果(e-Stat) - 男女別人口及び世帯数 －町丁・字等” (CSV). 2021年7月20日閲覧。
7. ↑  総務省統計局 (2014年5月30日). “平成12年国勢調査の調査結果(e-Stat) - 男女別人口及び世帯数 －町丁・字等” (CSV). 2021年7月20日閲覧。
8. ↑  総務省統計局 (2014年6月27日). “平成17年国勢調査の調査結果(e-Stat) - 男女別人口及び世帯数 －町丁・字等” (CSV). 2021年7月21日閲覧。
9. ↑  総務省統計局 (2012年1月20日). “平成22年国勢調査の調査結果(e-Stat) - 男女別人口及び世帯数 －町丁・字等” (CSV). 2021年7月21日閲覧。
10. ↑  総務省統計局 (2017年1月27日). “平成27年国勢調査の調査結果(e-Stat) - 男女別人口及び世帯数 －町丁・字等” (CSV). 2021年7月21日閲覧。
11. ↑  愛西市. “愛西市巡回バス”. 2024年4月9日閲覧。

### 書籍
1. 1 2  「角川日本地名大辞典」編纂委員会 1989, p. 1870.